# Exaltasamba Ao Vivo
Exaltasamba Ao vivo é o oitavo álbum do grupo brasileira de pagode Exaltasamba, que foi lançado em 2002 no formato CD pela EMI em comemoração aos 10 anos de carreira do grupo na mídia. O álbum foi um dos primeiros discos da EMI a ter proteção anticópia, porém a tecnologia não era perfeita dando assim possibilidade de se copiar o disco. O álbum foi produzido por Prateado e os arranjos foi com Prateado e Izaias Marcelo, o álbum recebeu disco de platina segundo a ABPD. É o primeiro disco ao vivo do grupo que reúne os melhores sucessos em 16 faixas sendo que são 27 músicas no total devido ele ter vários pot-pourris, as músicas foram escolhidas pelos fãs através de cartas e e-mails e foi gravado no dia 22 de maio de 2002 na antiga casa de shows Olimpo (RJ). É também o último CD com Chrigor Lisboa nos vocais e no grupo., Chrigor saiu do Exaltasamba devido estar triste pela morte do seu pai e preferiu sair para não dar prejuízos ao grupo. Destaque para as releituras de "Pra Não Pensar em Você", sucesso da dupla Zezé Di Camargo & Luciano e "Espere Por Mim Morena", de Gonzaguinha.

## Vendas e certificações
| País          | Certificação | Vendas   |
| ------------- | ------------ | -------- |
| Brasil - ABPD | Platina      | 250,000+ |